# 第三一海軍航空隊
第三一海軍航空隊（だいさんひとかいぐんこうくうたい）は、日本海軍の部隊の一つ。予科練卒業生の初歩機上練習を進めるための練習航空隊として編制された。
隊名が類似している第三十一航空隊とは関連が無い。本航空隊の呼称を「第三十一海軍航空隊」、または「第三十一航空隊（三十一空）」などとしている文献があるが、これらの呼称は誤りである。

## 沿革
爆発的な増員を行った予科練卒業生の初歩機上練習を進めるため、各地に初歩練習航空隊が増設された。第三一海軍航空隊もそのひとつであり、第三二海軍航空隊と同日に開隊した。内地の練習航空隊と違い、外地のために地名を名乗っていない。
- 昭和19年（1944年) 3月1日 - マニラで開隊。所管：呉鎮守府、原駐基地：姫路航空基地と定められ[1]、海軍練習航空隊に指定される[2]。第三南遣艦隊附属。

5月15日 - 甲飛13期前期生、松山海軍航空隊より入隊。飛行練習生38期として訓練開始。
7月10日 - 第三二海軍航空隊の解隊にともない、人員機材を編入。
9月1日 - 甲飛13期後期生、松山空より入隊。飛練40期。
9月上旬 - 地上戦に備え、ジャワ島への退避を下令。
9月8日 - 退避中の柳河丸(大連汽船、2,813トン）、米潜水艦バッショーに雷撃され戦没(北緯08度14分 東経121度47分 / 北緯8.233度 東経121.783度)。練習生70名など合計288名戦死。
10月15日 - 航海中の辰城丸が撃沈され、練習生5名など合計14名戦死。
練習生約400名はジョグジャカルタ マガウ飛行場に移動。飛行訓練に従事。
12月15日 - 海軍戦時編制の改定により第二南遣艦隊附属となる。
- 昭和20年（1945年）3月1日 - 海軍戦時編制の改定により第十方面艦隊第十三航空艦隊附属となる。[4]。

3月10日 - 第十三航空艦隊の編制を抜本的に改正。第一一海軍航空隊および第一二海軍航空隊の乙航空隊への改編、第一三海軍航空隊の甲航空隊への改編に伴い、第一一、第一二、第一三の各海軍航空隊内の練習飛行隊は、第三一海軍航空隊に統合される。
4月には飛練教育は終了し、九三中練を爆撃機として使用する爆撃訓練を開始した。実動40機、搭乗員80名。残りの隊員は陸戦要員として地上戦闘訓練や陣地構築に当たった。
8月の終戦後もインドネシア独立戦争に巻き込まれ、スマラン事件やマガウ基地襲撃で準戦死者14名が出た。

## 主力機種
- 九三式中間練習機

## 隊司令
- 竹田六吉 大佐/少将：1944年3月1日[6] -